# Rhampholeon chapmanorum
Rhampholeon chapmanorum (лат.) — вид ящериц из семейства хамелеонов. Эндемик крайнего юга Малави. Назван в честь супругов Джеймса и Элизабет Чапменов, изучавших леса Малави.

## Внешний вид
Небольшой хамелеон с уплощённым с боков телом и очень коротким хвостом. Длина тела без хвоста в среднем составляет 4—4,5 см, а максимальная длина — 4,6 см у самцов и 5,2 см у самок. На кончике морды имеется выступающий вперёд ростральный отросток. Голова сверху уплощённая, шлем не выражен. По темени проходит гребень из слегка увеличенных бугорков. Схожий гребень имеется в височной области. Над глазами проходит ряды мелких бугорков, сходящихся между глазами под углом и соединённых с ростральным отростком рядом треугольных бугорков. Туловище покрыто мелкими однообразными чешуями, среди которых имеются увеличенные бугорки конической формы. По середине спины проходит гребень из бугорков, собранных в группы. На нижней стороне тела гребни отсутствуют. Подмышечные и паховые ямки глубокие. Тело покрыто бледно-коричневыми пятнами, более бледными книзу. Вдоль хребта тянется ряд из шести крупных тёмно-коричневых пятен, иногда продолжающихся вниз в виде поперечных полос. Кожа между чешуйками на горле белая. Губы ярко-оранжевые.

## Ареал и места обитания
Обитает только в остаточных дождевых лесах на холмах Натунду на крайнем юге Малави на высоте 650—950 м над уровнем моря. Ареал сильно фрагментирован в результате расчистки леса под нужды сельского хозяйства. Участки леса, на которых встречаются хамелеоны, имеют площадь от 1,2 до 16,6 га, и отделены друг от друга сильно изменёнными биотопами. По оценке Международного союза охраны природы, общая площадь ареала вида сократилась с 22 км² в 1980-х годах до около 8 км² в настоящее время. Кроме того, существует отдельная популяция вида в Микунди, в 95 км к северу от основного ареала. Хамелеоны из Микунди являются потомками 37 особей, перенесённых сюда с типовой территории для сохранения вида.

## Образ жизни
Ведёт наземный образ жизни, охотясь на различных беспозвоночных в лесной подстилке. Самцы, встретившись, уплощают туловище и становятся перпендикулярно друг к другу, раскачиваясь. При этом голова и шея обычно становится бледно-бирюзовой, а веки белыми. Противостояние заканчивается тем, что один из самцов кусает другого. О размножении известно мало. В феврале была найдена самка с восемью неразвитыми яйцами.

## Природоохранный статус
В результате вырубки лесов под сельскохозяйственные угодья площадь доступных мест обитания вида сократилась на 80 %, а оставшиеся леса стали сильно фрагментированными, что повышает риск инбридинга и в долгосрочной перспективе делает субпопуляции вида нежизнеспособными. В связи с этим МСОП отнёс вид к категории находящихся на грани исчезновения. Для сохранения вида предлагается придать оставшимся местообитаниям статуса охраняемых природных территорий и восстанавливать леса для возобновления связей между популяциями. Включён в приложение II СИТЕС.